# 윌리엄 하워드 태프트 대통령 취임식
윌리엄 하워드 태프트의 취임식은 제27대 미국 대통령으로서 1909년 3월 4일 목요일 워싱턴 D.C. 미국 국회의사당 내 미국 상원 회의실에서 열렸다. 이는 블리자드로 인해 통상적인 동쪽 포르티코 대신 실내에서 진행되었다. 이 취임식은 제31번째 미국 대통령 취임식이었으며, 윌리엄 하워드 태프트의 유일한 대통령 임기와 제임스 S. 셔먼의 유일한 미국의 부통령 임기가 시작되었음을 기념했다.
셔먼은 이 임기 중 3년 240일에 사망하여 남은 임기 동안 직위가 공석으로 남았다. 그는 1967년 미국 수정 헌법 제25조가 비준되기 전까지 임기 중 퇴임한 마지막 부통령이었다(전임자의 사망 후 대통령직을 승계한 캘빈 쿨리지, 해리 S. 트루먼, 린든 B. 존슨 제외). 이 수정 헌법은 부통령직 공석을 헌법적으로 채울 수 있도록 허용하고 있으며, 틀:Year 현재 임기 중 사망한 가장 최근의 부통령이기도 하다.

## 취임식 및 축제
전날 밤 워싱턴 D.C.를 10인치의 눈으로 뒤덮은 블리자드로 인해 취임식은 상원 회의실 내부로 옮겨졌다. 미국 대통령의 취임 선서는 당시 여섯 번째이자 마지막으로 선서를 집행했던 대법원장 멜빌 풀러가 주관했다. 대법원장은 대사를 실수했다. 신임 대통령은 대법원 소유의 100년 된 성경에 손을 얹고 선서했으며, 이 성경은 1921년 그가 미국의 연방 대법원장으로 취임할 때 다시 사용되었다. 악천후에도 불구하고 취임식 퍼레이드는 취소되지 않았다. 6,000명의 시 직원이 500대의 마차를 이용해 58,000톤의 눈을 치워 퍼레이드 경로를 정돈했다. 취임식 역사상 처음으로 영부인(이 경우 헬렌 해런 태프트)은 남편과 함께 국회의사당에서 백악관까지 퍼레이드를 이끌었다. 아마도 퍼레이드 중 아서 위팅의 합창곡 "우리나라"가 연주되었을 것이다.
그날 저녁 취임 축하 무도회는 연금 건물에서 열렸다. 이는 1949년까지 마지막 공식 취임 축하 무도회였는데, 태프트의 후임자인 우드로 윌슨 대통령이 워싱턴 시에 개최하지 말 것을 요청하여 일시적으로 관행을 중단시켰기 때문이다. 취임 축하 무도회 전통은 1949년 해리 S. 트루먼의 두 번째 취임식의 일환으로 부활했다.

## 갤러리

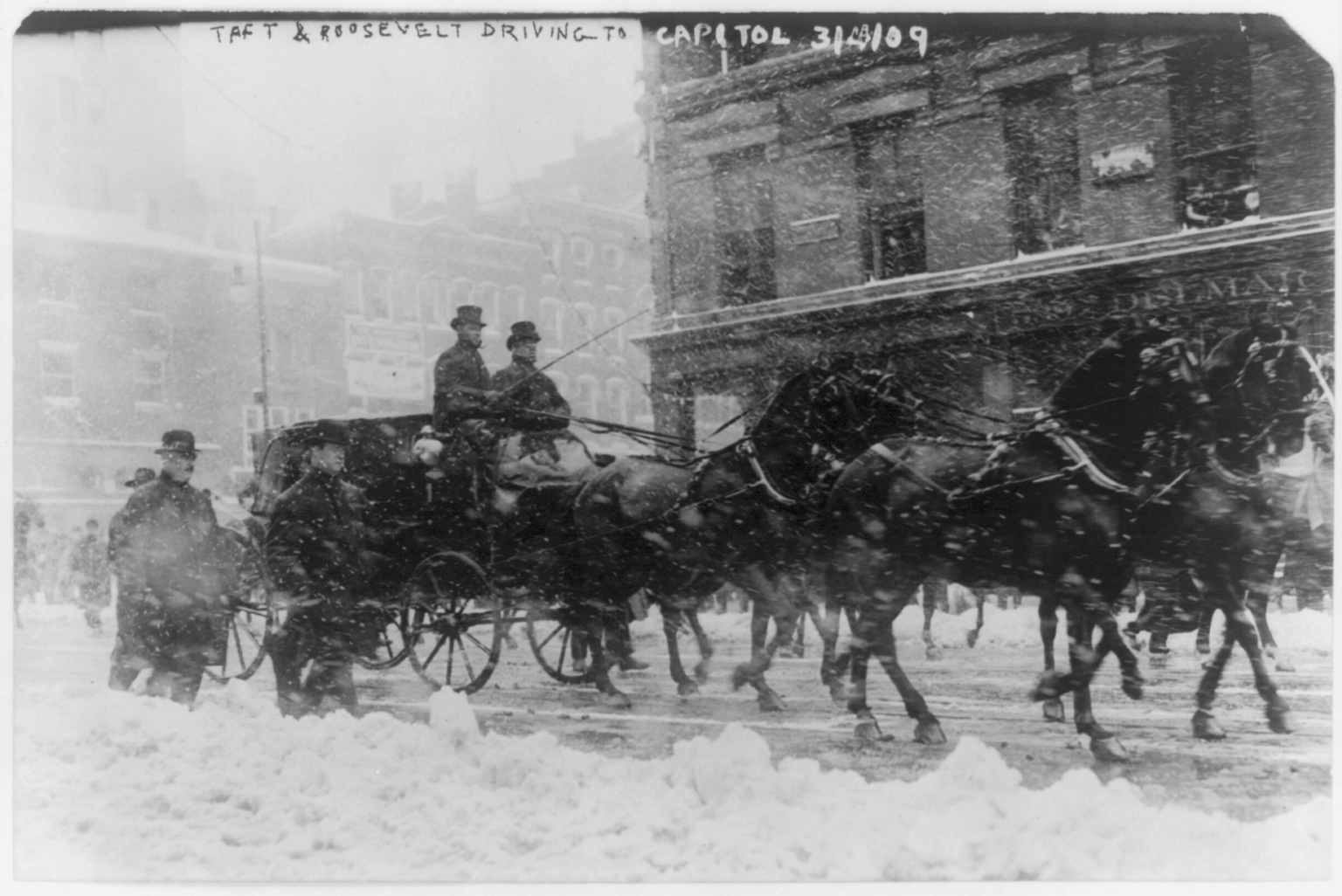
태프트 대통령과 루스벨트 대통령이 국회의사당으로 향하는 모습 (1909년 3월 4일)
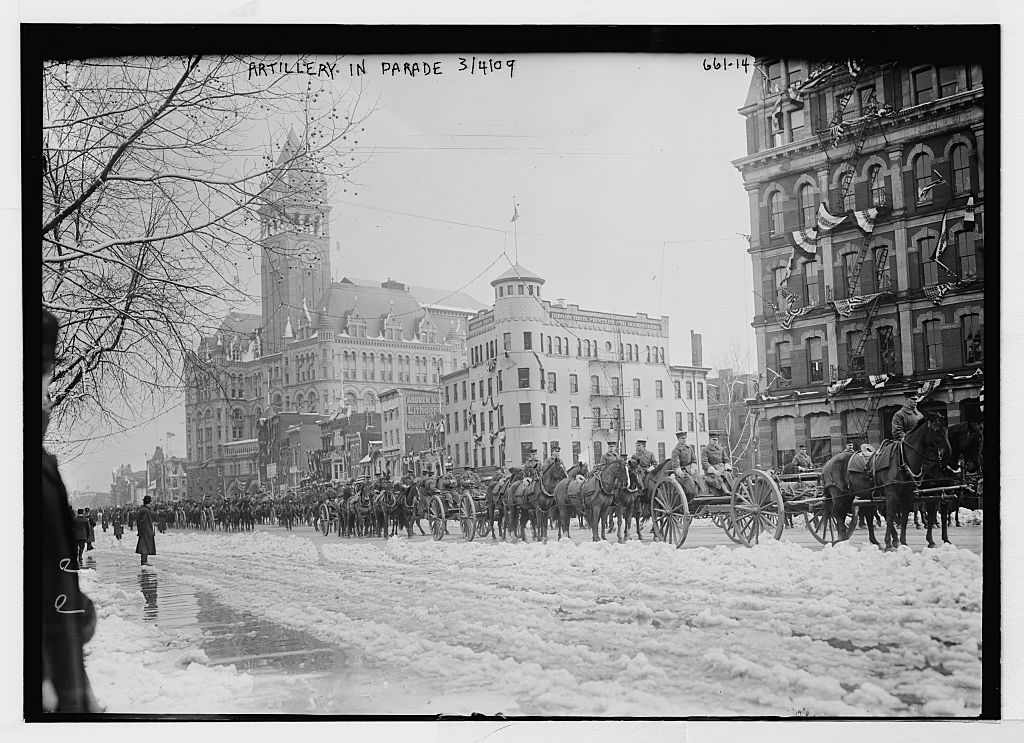
펜실베이니아 애비뉴에서 태프트 취임식 퍼레이드
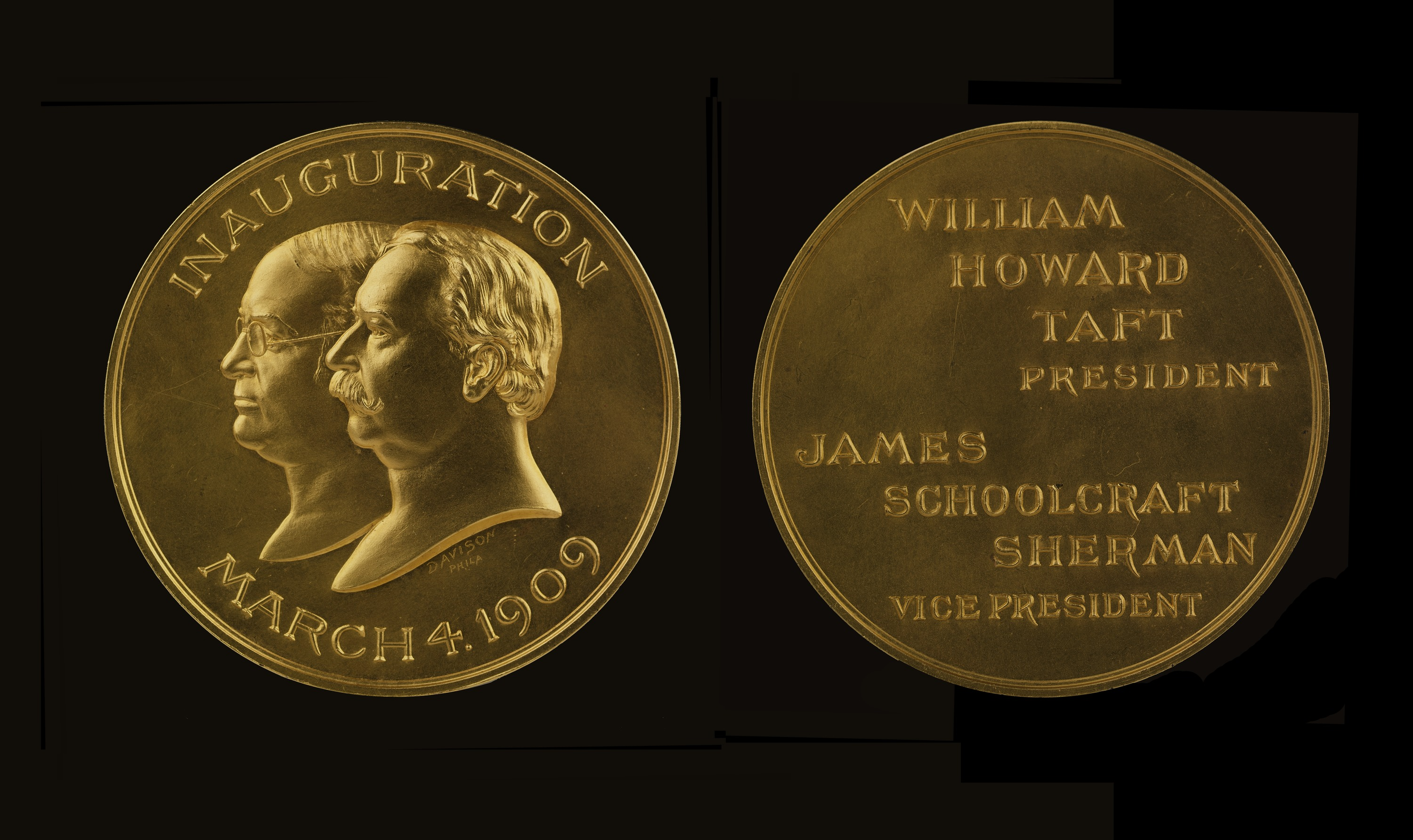
윌리엄 하워드 태프트 대통령 취임 기념 메달

## 같이 보기
- 윌리엄 하워드 태프트 행정부
- 1908년 미국 대통령 선거